# Frank Verlaat
Frank Verlaat (* 5. März 1968 in Haarlem) ist ein ehemaliger niederländischer Fußballspieler.

## Karriere
Verlaat begann seine Laufbahn als Jugendspieler bei DYT Haarlem. Von seinem ersten Verein Ajax Amsterdam aus wechselte er zu Lausanne-Sports in die Schweizer Nationalliga A. Aus der Schweiz ging er nach Frankreich zum AJ Auxerre. Von dort aus wechselte er 1995 zum VfB Stuttgart in die deutsche Bundesliga. Seine größten Erfolge mit den Stuttgartern waren der Gewinn des DFB-Pokal 1997 und das Erreichen des Endspiels im Europapokal der Pokalsieger 1998, das seine Mannschaft mit 0:1 gegen den FC Chelsea verlor. Bereits 1987 hatte er den Pokal der Pokalsieger mit Ajax Amsterdam durch ein 1:0 im Finale gegen den 1. FC Lokomotive Leipzig gewonnen.
Nach vier Jahren in Deutschland stand Verlaat wieder eine Saison lang bei Ajax Amsterdam unter Vertrag, ehe er 2000 erneut in die Bundesliga zu  Werder Bremen wechselte. Dort wurde er ein fixer Bestandteil der Abwehr.
2003 erhielt er ein Angebot von Frank Stronach, das ihn nach Österreich zum FK Austria Wien führte. Nach einem Jahr wurde er an den SK Sturm Graz verliehen und später gekauft. Mit Saisonschluss 2006/07 beendete Verlaat nach 87 Ligaspielen und drei Treffern für die Grazer seine aktive Karriere als Fußballspieler. Sein letztes Profispiel absolvierte er am 17. Mai 2007 beim 1:0-Heimsieg im letzten Grazer Derby.
Verlaat ist verheiratet und hat zwei Kinder, darunter Jesper Verlaat.

## Erfolge
- 1987: Europapokal der Pokalsieger mit Ajax Amsterdam
- 1994: Französischer Pokalsieger mit AJ Auxerre
- 1997: DFB-Pokal-Sieger mit dem VfB Stuttgart
- 1998: Europapokal der Pokalsieger-Finalist mit dem VfB Stuttgart
- 2004: Österreichischer Vizemeister mit Austria Wien
- 2004: Österreichischer Fußball-Cup-Finalist mit Austria Wien

## Statistik
- 038 Erstligaspiele in den Niederlanden (3 Tore)
- 104 Erstligaspiele in der Schweiz (15 Tore)
- 109 Erstligaspiele in Frankreich (15 Tore)
- 106 Bundesligaspiele in Österreich (5 Tore)
- 185 Bundesligaspiele in Deutschland (11 Tore)
- 1 Länderspiel für die Niederlande (am 22. Februar 1995 beim 0:1 gegen Portugal)[1]

## Einzelnachweis und Anmerkung
1. ↑  Daten zum Spiel Niederlande – Portugal (Memento vom 12. Juni 2008 im Internet Archive) auf vi.nl, abgerufen am 15. August 2012

| Personendaten    | Personendaten                   |
| ---------------- | ------------------------------- |
| NAME             | Verlaat, Frank                  |
| KURZBESCHREIBUNG | niederländischer Fußballspieler |
| GEBURTSDATUM     | 5. März 1968                    |
| GEBURTSORT       | Haarlem, Niederlande            |